# Alexandre Todoverto
Alexandre Todoverto, mais conhecido como Alexandre (São Paulo, 22 de junho de 1978) é um ex-futebolista brasileiro que atuava como lateral-direito.
Esteve presente no grupo de 2004 que conquistou Copa do Brasil mas acabou se transferindo para a Ponte Preta logo no inicio da competição.

## Títulos
Santo André
- Campeão Paulista Série A2: 2008
- Copa Paulista: 2003
- Copa do Brasil: 2004**

```
** Jogou apenas as 3 primeiras partidas
```